# Fred Klaus (Fußballspieler)
Fred Klaus (* 27. Februar 1967 in Eckental) ist ein ehemaliger deutscher Fußballspieler.

## Karriere
Seinen größten Erfolg als Spieler erreichte er 1989 mit dem Hamburger SV, als der Verein die Saison auf dem vierten Platz der Bundesliga abschloss. Klaus absolvierte 29 Spiele in der ersten Bundesliga, in denen er insgesamt drei Tore schoss. Darüber hinaus spielte er in 178 Partien der 2. Bundesliga und erzielte dort 44 Tore.
Als Trainer betreute er bis August 2003 den FC Bayern Hof und betätigte sich anschließend als Jugendtrainer. Nach einer Station als Co-Trainer beim ATS Kulmbach 1861 war er beim 1. FC Lichtenfels, bei der SpVgg Greuther Fürth und beim TSV 1860 München wieder im Jugendbereich tätig. Seit dem 1. Juli 2012 trainiert Klaus die U19-Mannschaft des FC Augsburg.
Sein Sohn Felix ist ebenfalls Fußballspieler. Seit Januar 2025 steht er wieder bei der SpVgg Greuther Fürth unter Vertrag.